# Interfax

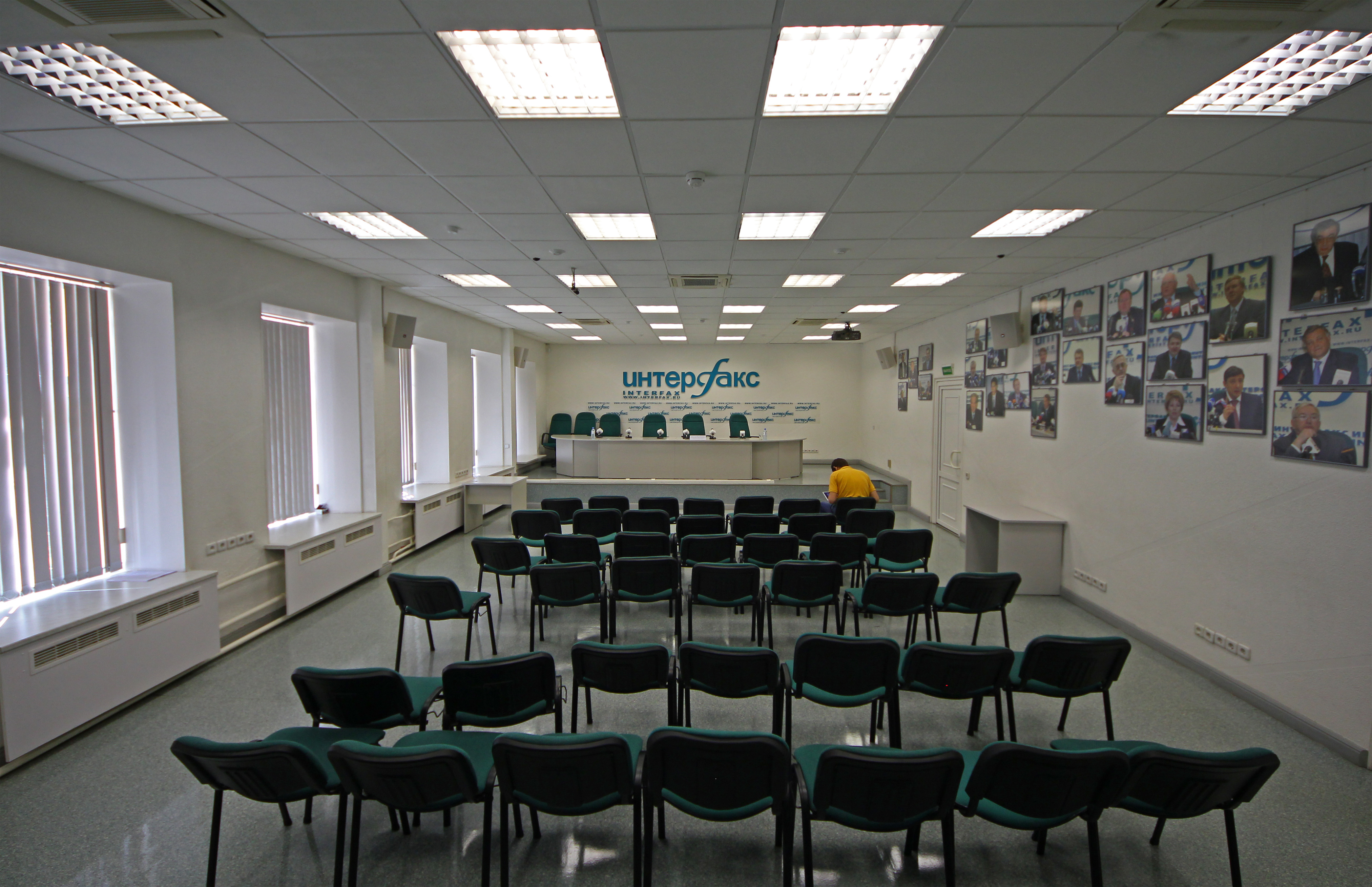
La sala stampa Interfax a Mosca

Interfax (in russo Интерфакс?, Interfaks) è un'agenzia di stampa russa, non-governativa, con sede a Mosca, una delle principali della Russia dopo la dissoluzione dell'Unione Sovietica.

## Storia
Interfax nacque nel settembre 1989 come primo canale di informazione politico-economica dell’Unione Sovietica, negli anni della perestrojka e della glasnost' di Michail Gorbačëv, per iniziativa di Michail Komissar e dei suoi colleghi di Moskovskoe Radio, emittente dell'organo statale Gosteleradio. Il nome deriva dal fatto che l’agenzia inizialmente utilizzava il fax per la trasmissione dei testi.
Nel 1990, Interfax aveva 100 abbonati e l'agenzia iniziò rapidamente ad attirare l'attenzione dei conservatori all'interno del governo, che tentarono di chiudere l'agenzia. Di contro, Interfax acquisì un credito crescente presso i media occidentali, anche a seguito della copertura mediatica del Putsch di agosto del 1991 e della dissoluzione dell'Unione Sovietica.
Nel corso degli anni '90, Interfax continuò ad espandersi, estendendo la propria copertura giornalistica ai mercati finanziari, metallurgici, petroliferi e del gas, ai prodotti informativi su agricoltura, diritto commerciale, trasporti e telecomunicazioni, nonché al sistema informativo EFIR, dedicato agli operatori del mercato azionario. Contemporaneamente, Interfax aprì 50 sedi negli Stati post-sovietici, iniziando dall’Ucraina (1992), Bielorussia (1993) e Kazakistan (1996), e successivamente in Azerbaigian (2002).
Nel 1991 fu aperta Interfax America a Denver, la prima agenzia al di fuori dell’ex URSS, cui seguì nel 1992 la nascita di Interfax Europe Ltd. con sede a Londra, di Interfax Germany GmbH con sede a Francoforte (1993), e di Interfax News Service Ltd. a Hong Kong (1998).
Nel 2004, Interfax lanciò il "sistema SPARK" progettato per gestire i business manager in Russia, Ucraina e Kazakistan, oltre al sistema di media monitoring SCAN. Nel 2011, fu attivato nella sede londinese l’Interfax Global Energy, un servizio di reportistica sui mercati energetici di tutto il mondo.

## Prodotti
Interfax fornisce informazione generalista e notizie politiche, informazione sul credito aziendale, analisi del settore industriale, dati di mercato e soluzioni per il mercato B2B per il rischio, la compliance e la gestione del credito. La società impiega più di 1.000 persone in 70 sedi presenti in tutto il mondo, che pubblicano più di 3.000 analisi al giorno.
Interfax controlla più del 50% del mercato russo dei dati aziendali. I servizi di ’Intelligence finanziaria in abbonamento, generati dalle soluzioni IT di Interfax, contribuiscono a circa il 75% dei suoi ricavi.
La holding del gruppo controlla più di 30 società che producono e commercializzano notizie, società che hanno sede in Ucraina (Interfax-Ucraina), Kazakistan, Bielorussia, Azerbaigian, Regno Unito, Stati Uniti, Germania e Cina.

## Premi e riconoscimenti
- 2015: Premio Runet nella categoria "Cultura, Media e Comunicazione di Massa"[15];
- 2016: Premio Runet nella categoria "Economia, Business e Investimento"[16].